# موهورا
موهورا (به مجاری:  Mohora) یک شهرداری در مجارستان است که در نوگراد واقع شده‌است. موهورا ۱۵٫۹۶ کیلومتر مربع مساحت و ۱٬۰۰۰ نفر جمعیت دارد.